# 21 (film)
21 is een dramafilm uit 2008, uitgegeven door Columbia Pictures. De film is geregisseerd door Robert Luketic en gebaseerd op het waargebeurde verhaal van een blackjackteam van het Massachusetts Institute of Technology, zoals beschreven in het boek Bringing Down the House: The Inside Story of Six M.I.T. Students Who Took Vegas for Millions van Ben Mezrich. Mensen die écht tot dat team behoorden, hebben wel verklaard dat er in de film elementen zitten die de makers flink aangedikt of compleet verzonnen hebben.

## Verhaal
De film begint met een scène waarin Ben Campbell tegenover een man van de Robinson-studiebeurs zit. Ben wil graag deze beurs krijgen en moet daarvoor uitzonderlijke dingen gedaan hebben.
Ben Campbell is een geniale student aan het Massachusetts Institute of Technology die veel tijd aan zijn studie besteedt om naar Harvard Medical School te kunnen. Als hij docent Micky Rosa het driedeurenprobleem uitlegt, is deze van hem onder de indruk. Ben wordt die avond gevraagd voor een blackjackteam, dat door het tellen van kaarten geld wil winnen in een casino. Ben wil echter zijn vrienden, met wie hij aan een wedstrijd meedoet, niet in de steek laten.
Even later besluit Ben om wel bij het team te komen, omdat hij $300.000 nodig heeft om zijn studie aan de Harvard Medical School te kunnen betalen. Het team bestaat uit Micky Rosa, Jill Taylor, Choi, Kianna en Fisher. Ze leren hem kaarten tellen en een aantal communicatieve signalen.
In het weekend gaan ze naar Las Vegas om daar in de casino's geld te verdienen. De overige teamleden spelen steeds zeer behoudend, met de laagste inzet. Als zij merken dat er mogelijkheden aan hun tafel zijn, geven ze Ben een signaal, zodat hij bij hen aan tafel komt zitten. Door (met signaalwoorden) de stand door te geven, komt Ben te weten hoe hij verder moet tellen. Door dit tellen halen ze veel geld binnen.
Door zijn snelle rekenwerk en goede spel valt Ben op bij Micky Rosa, hierdoor wordt Ben de belangrijkste speler, in plaats van Fisher. Fisher raakt daardoor geïrriteerd en in een dronken bui vergelijkt hij Ben met de "retard" uit de film Rain Man. Doordat hij vervolgens slaags raakt met een andere casinobezoeker - waarbij uiteindelijk nog schoten vallen -, wordt Fisher door Rosa uit het team gehaald en naar huis gestuurd. Ondertussen ontstaat er een relatie tussen Jill en Ben.
Als hij terug is op het MIT, krijgt hij ruzie met zijn vrienden, met wie hij aan een wedstrijd deelneemt. Hij levert verkeerde onderdelen en zij willen dat hij niet meer meedoet. Met deze gebeurtenissen in zijn hoofd reist hij naar Las Vegas, waar hij een paar ton verliest, door de signalen van het team te negeren. Rosa is furieus en vertrekt, na Ben te hebben verteld dat hij al zijn geld terug wil. Het team besluit verder te gaan in de Riviera, maar Ben wordt gepakt en aangepakt door de beveiligingsagent Cole Williams.
Op het MIT komt hij erachter dat al het verdiende geld is verdwenen. Hij verdenkt Rosa, maar kan niets bewijzen. Hij doet Rosa wel een voorstel: nog een keer het casino ingaan, voordat de gezichtsherkenningssoftware het tellen van de kaarten onmogelijk maakt. Rosa gaat akkoord en het team komt nog een keer bij elkaar om een grote slag te slaan. Ze halen $640.000 binnen, maar moeten vluchten voor Williams. Ben verruilt de tas met fiches met Jill voor een tas met chocolademunten. Deze tas geeft hij vervolgens aan Rosa, net voordat ze opsplitsen. Rosa stapt in een limousine om te ontsnappen, maar de chauffeur is een man van Williams.
De hele avond blijkt een complot te zijn geweest om Rosa te vangen. Williams zit namelijk al jaren achter Rosa aan. De avond dat Ben gepakt werd, hebben ze afgesproken dat Ben Rosa aan Williams uit zou leveren. Williams eist de fiches op, die hij wil gebruiken voor zijn pensioen.
Uiteindelijk zit Ben weer tegenover de man van de Robinson-beurs, aan wie hij het hele verhaal heeft verteld.

## Rolverdeling
| Acteur             | Personage      |
| ------------------ | -------------- |
| Jim Sturgess       | Ben Campbell   |
| Kevin Spacey       | Mickey Rosa    |
| Kate Bosworth      | Jill Taylor    |
| Laurence Fishburne | Cole Williams  |
| Aaron Yoo          | Choi           |
| Liza Lapira        | Kianna         |
| Josh Gad           | Miles Connolly |
| Sam Golzari        | Cam Kazazi     |
| Jacob Pitts        | Jimmy Fisher   |
| Jack McGee         | Terry          |